# Hotel Měšťák

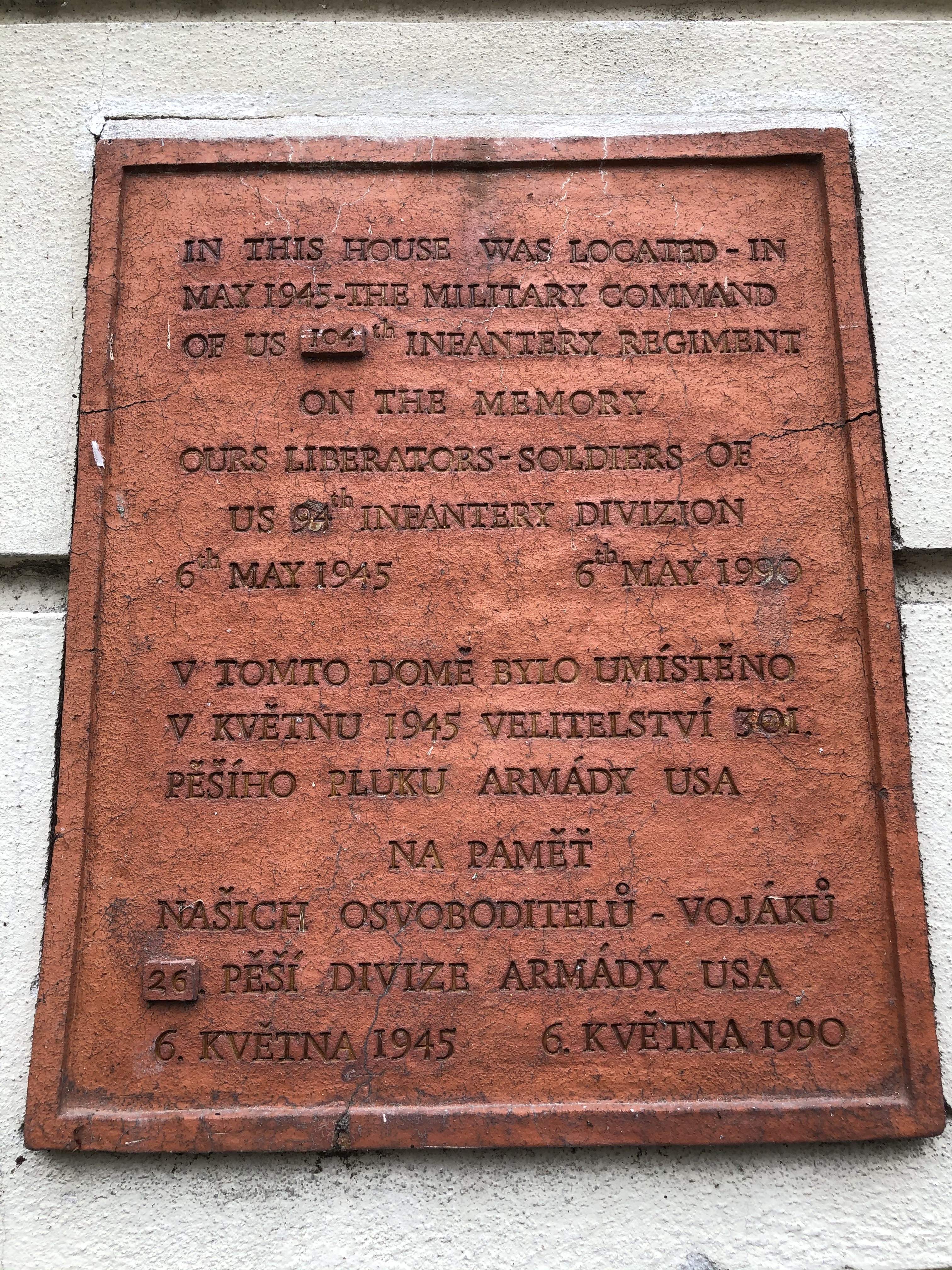
Pamětní deska na průčelí hotelu.

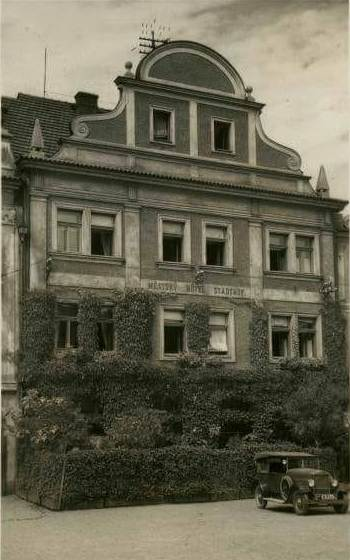
Městský hotel na historické fotografii.

Hotel Měšťák, později známý jako Hotel The Old Inn a Hotel OLDINN je čtyřhvězdičkový hotel na náměstí Svornosti v Českém Krumlově. Komplex budov je kulturní památkou a nachází se v městské památkové rezervaci, která je součástí Světového dědictví UNESCO.

## Historie
Komplex hotelu tvoří dva domy. Dům č. p. 12, tzv. Zlatokorunský dům, je původně středověký, klasicistní úpravy pochází z konce 18. století. V padesátých letech 20. století byl dům převeden do současné podoby a připojen k domu č. p. 13. Připojený dům je novostavbou z let 1914 až 1918, původní středověký dům na jeho místě byl stržen. Komplex budov poté sloužil jako městský hotel, tzv. Měšťák.

## Čtyřhvězdičkový hotel
V devadesátých letech objekt zakoupil podnikatel a filantrop Jan Horal a vybudoval zde čtyřhvězdičkový hotel, který se stal součástí jeho hotelové skupiny spolu s Hotelem Růže v Českém Krumlově a Hotelem Duo v Praze. Hotel s názvem The Old Inn byl otevřen v roce 2001.
Dne 16. června 2001 obdržel Jan Horal od města Český Krumlov Cenu města Český Krumlov za rok 2000. Ocenění získal za svůj podnikatelský záměr – za investice do rekonstrukce obou jeho krumlovských hotelů a především za vytvoření mnoha pracovních míst ve městě.
Dne 25. ledna 2002 se v gotické kapli Hotelu The Old Inn setkali prezidenti Václav Havel a Rudolf Schuster s ministry obrany a náčelníky generálních štábů České a Slovenské republiky. Po slavnostním ceremoniálu na náměstí Svornosti a úvodních proslovech oba prezidenti předali bojové zástavy 1. Česko-slovenskému praporu, který působil v Kosovu v rámci mise KFOR. Zástavy poté vysvětili kaplani armád obou států.

## Současnost
Po smrti Jana Horala hotel vlastní jeho tři děti, které pokračují v jeho vizi poskytování pohostinských služeb.
Dne 1. září 2019 byl hotel znovuotevřen po devítiměsíční rekonstrukci pod názvem OLDINN.
Kladením věnců k pamětní desce na průčelí hotelu je pravidelně vzdáván hold vojákům 26. pěší divize Armády USA, kteří na začátku května 1945 osvobodili Český Krumlov. Pamětní deska připomíná sídlo velitelství americké jednotky.